# King's Gallery

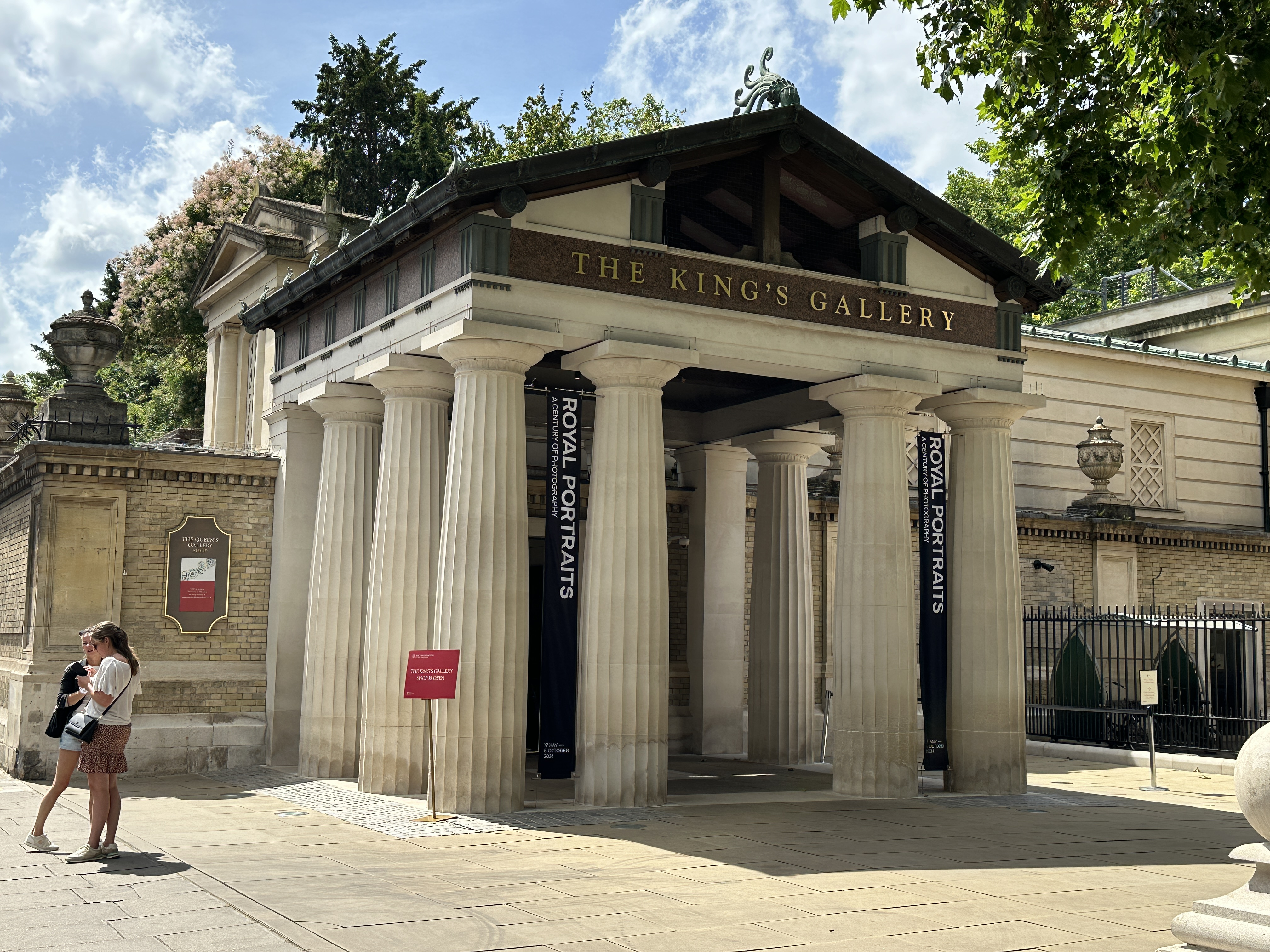
King's Gallery, från utsidan.

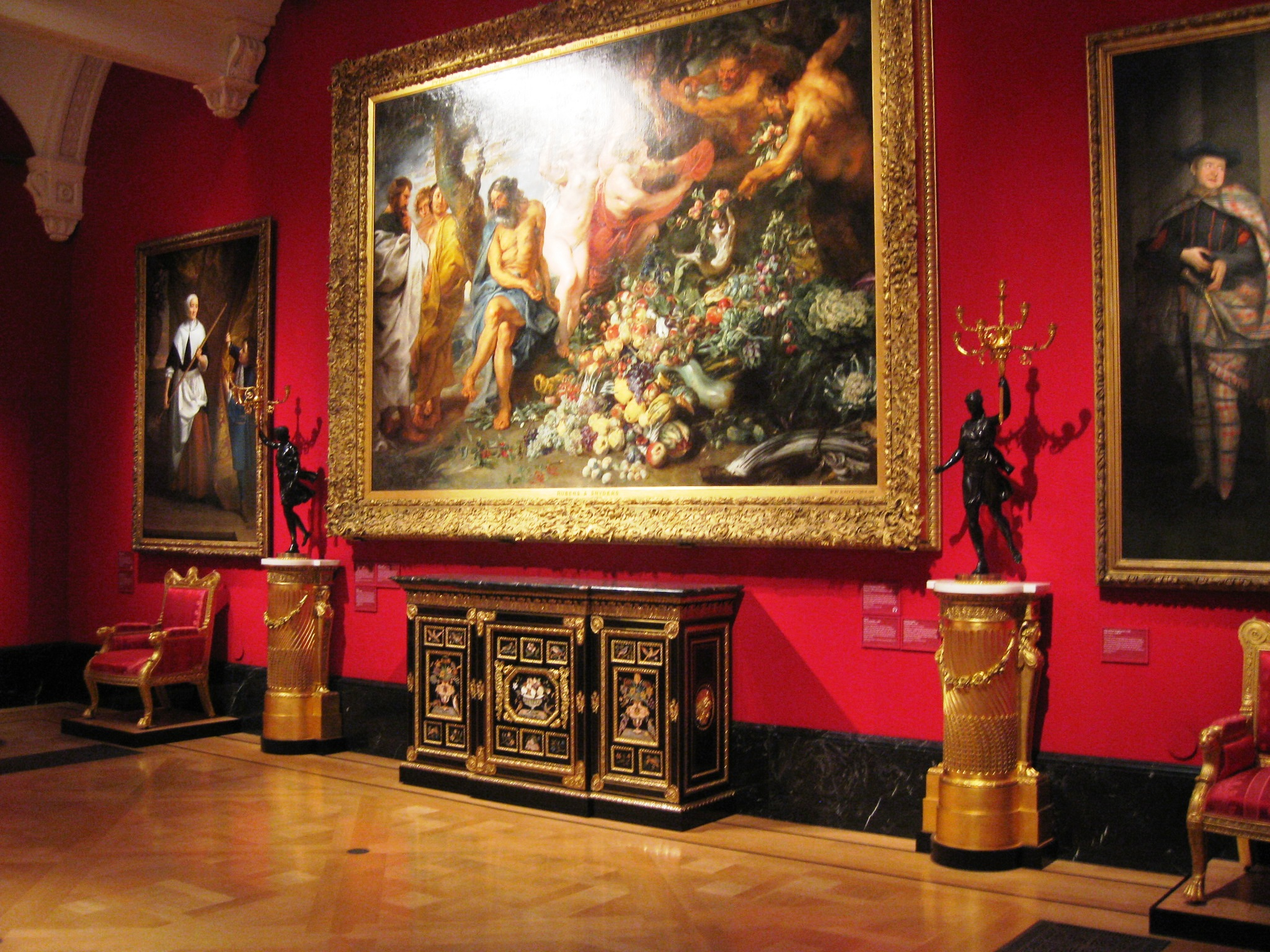
En utställning i konstgalleriet.

King's Gallery, tidigare Queen's Gallery, är ett offentligt konstgalleri inrymt i Buckingham Palace, den brittiske monarkens officiella residens, i London. Galleriet öppnades för allmänheten av drottning Elizabeth II år 1962. Det lilla galleriet fungerade tidigare som konservatorium och har också varit ett kapell under en period.